# Amaryllis
Amaryllis là chi thực vật có hoa duy nhất trong phân tông Amaryllidinae (tông Amaryllideae) họ Amaryllidaceae. Đây là một chi nhỏ cây lưu niên thân thảo có thân hành với hai loài. Loài Amaryllis belladonna nổi tiếng nhất là loài có nguồn gốc từ vùng Tây Cape của Nam Phi, đặc biệt là vùng đất đá phía tây nam thung lũng sông Olifants đến Knysna. Trong nhiều năm đã có sự nhầm lẫn giữa các nhà thực vật học về tên Amaryllis và Hippeastrum, một trong những hậu quả đó là tên gọi cây "amaryllis" chủ yếu được sử dụng cho các giống của chi Hippeastrum, được bán rộng rãi trong những tháng mùa đông vì khả năng nở trong nhà.

## Hình ảnh

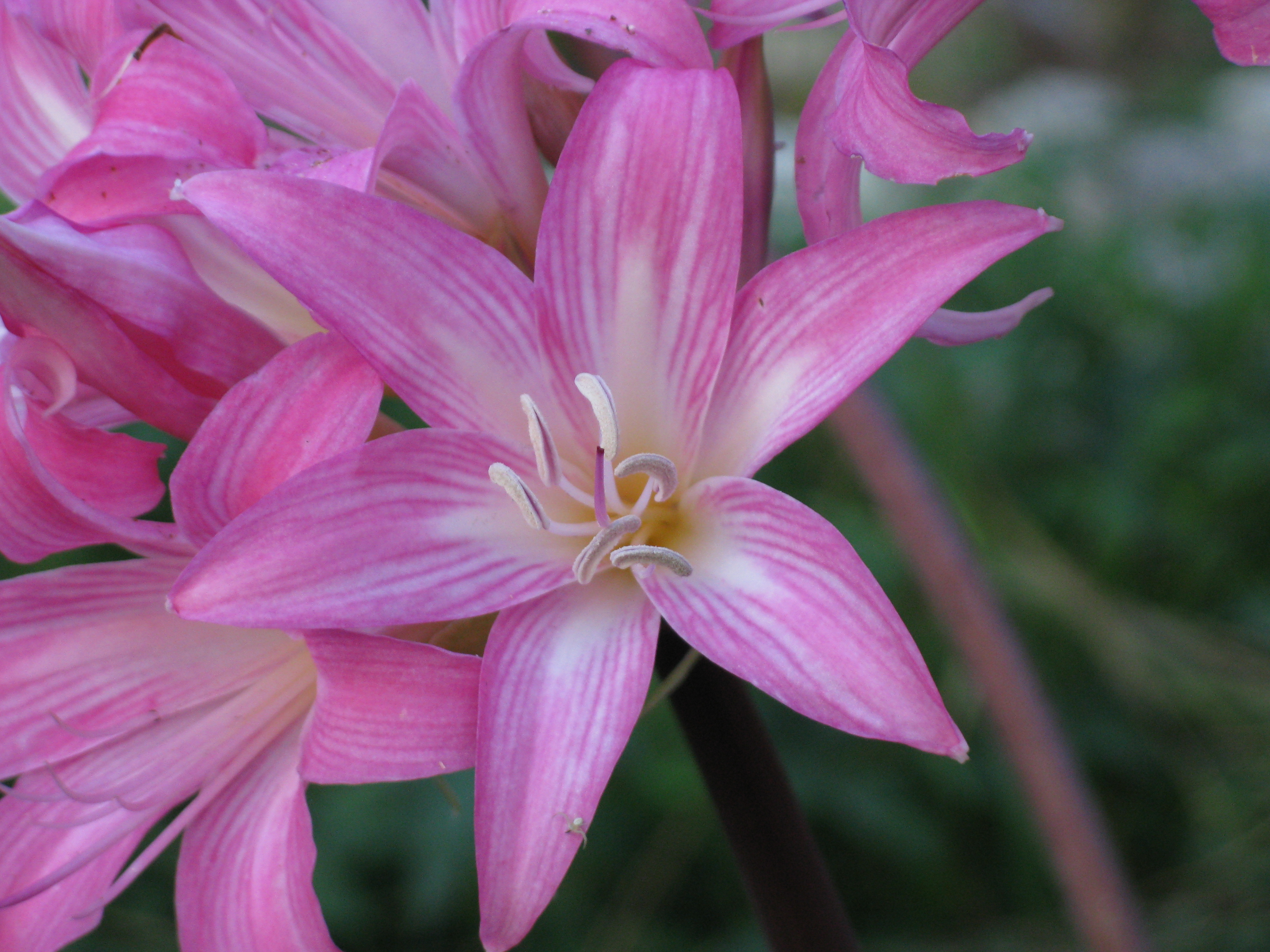
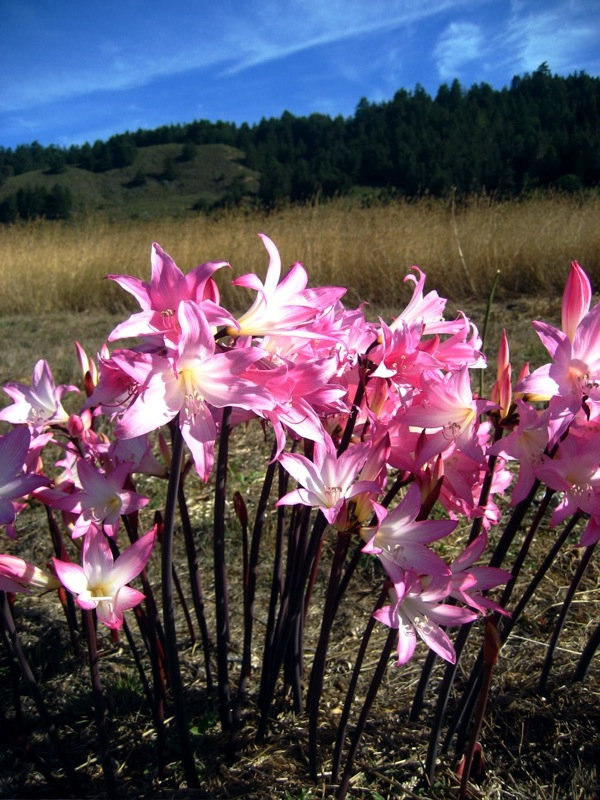

Amaryllis belladonna: